# NGC 706
NGC 706 é uma galáxia espiral (Sc) localizada na direcção da constelação de Pisces. Possui uma declinação de +06° 17' 46" e uma ascensão recta de 1 horas, 51 minutos e 50,7 segundos.
A galáxia NGC 706 foi descoberta em 30 de Setembro de 1786 por William Herschel.